# ウィリアム・メルヴィル
ウィリアム・メルヴィル（英語　William Melville、1850年4月25日-1918年2月1日）は、イギリスの警察官、諜報員。イギリスの情報機関の礎を築いた先駆者の一人である。

## 経歴
ウィリアム・メルヴィルはパブも兼ねるパン屋の主人の息子として1850年にアイルランド南部のケリー県スニームという町で生まれた。カトリック教会の洗礼を受け、1860年代までをアイルランドで過ごす。　
ロンドンに渡り、同地でパン屋を継いだ後、1872年にロンドン警視庁に就職する。組織に反抗した為に一度解雇されたが、結局は警視庁に復帰し、1883年には「アイルランド特別部」（SIB）に勤め始める。SIBはアイルランド独立を目指して活動していたアイルランド共和同盟（Irish Republican Brotherhood）を取り締まる為に設立された組織である。SIBはテロを防ぐために海外のアイルランド人社会にも諜報網を張り巡らせており、メルヴィルは1884年にフランスのル・アーブルに派遣され、情報網を築いた。

### ロンドン警視庁特別部
その後、SIBは内閣のアイルランド担当調査員と捜査の方針を巡って対立したため、SIBは1887年に、内務大臣直属の「ロンドン警視庁特別部」（en:Special Branch）に改組され、情報収集と事件捜査の両方を行うようになった。メルヴィルは引き続きフランス勤務を続け、1888年5月にはアーサー・バルフォア暗殺計画が立てられた時には、自ら暗殺者を尾行して捕らえるといった手柄を挙げた。1888年12月にロンドンに戻され、イギリスに滞在していたペルシャのシャーを護衛する任務に就いた。その後、任務は王室の護衛にまで拡大され、1887年にはヴィクトリア女王の暗殺計画（en:Jubilee Plot）を阻止した。1891年にはアナーキスト関係の捜査を開始し、アナーキストクラブや地下印刷所を襲撃、壊滅させた。ウォールソール計画（en:Walsall Anarchists）を明らかにしている。
メルヴィルはその豊富な経験が認められ、1893年には、長官を辞めて私立探偵になったジョン・リトルチャイルド（en:John Littlechild）の跡を継いで特別部の長官となった。ベテランのパトリック・マッキンタイア巡査部長を解雇した時、彼はウォールソール計画はメルヴィルが起こしたものと告発した。結果的にメルヴィルは無実ではあったが、それが資料で裏付けられたのは80年後の事であった。.
その後もメルヴィル率いる特別部は、アナキストの取り締まりに力を入れた。メルヴィル自身の手柄としては、ヴィクトリア駅でテオデュール・ミュニエ（en:Théodule Meunier）を捕らえた事がある。1896年にはロシア帝国の無政府主義者に繋がる協力者として、ゲオルギー・ローゼンブリュム（後のシドニー・ライリー）を獲得した。
1901年には、ヴィクトリア女王の国葬に訪れたヴィルヘルム2世を倒す計画を阻止する為、ドイツ帝国の諜報員グスタフ・シュタインハウアー（en:Gustav Steinhauer）と協力して作戦に当たった。1900年6月にハリー・フーディーニが脱出の名人としてスコットランドヤードを訪れたときには、手錠から簡単に脱出するのを見て彼と仲良くなり、彼からピッキングの技術を習ったという。
1903年に特別部の長官を辞任すると、帝国防衛委員会の軍事作戦部第三課（Directorate of Military Operation, Section 3、通称MO3。防諜を担当した）に務めた。メルヴィルは「ウィリアム・モーガン」としてロンドンの気取らないアパートに陣取り、特別部で培ったノウハウや人脈を生かして対外諜報と防諜の両方を行った。MO3は後に第五課（MO5）となる。

### 秘密情報局、そしてMI5へ
その後、1909年に政府情報委員会によって「秘密情報局」（Secret Service Bureau）が設置された。SSBは国内部と国外部に分かれており、国内部は陸軍出身のヴァーノン・ケル（後のMI5の初代長官）、国外部は海軍出身のマンスフィールド・カミング（後のMI6の初代長官）が運営していた。メルヴィルらの機関は国内部に組み込まれた。「M」というコードネームで呼ばれていたという。第一次世界大戦頃までに、SSBはMI1（後のMI6）とMI5の二つの組織に分かれた。
ドイツとの関係が冷え込んでいた1903年に、メルヴィルは政府に防諜組織を設置するよう働きかけを行った。この頃には、イギリス情報機関の関心はドイツに向かっていた。1906年にドイツの動員計画を入手したSSBは、ドイツからボーア人への財政援助を調査した。SSBは情報収集の拠点とするため、カレッジ・ブルワリー（en:Courage Brewery）のハンブルク事務所を買収した。1909年には、より多くの協力者を獲得するためにメルヴィル自身もドイツに向かった。
SSBの中でも、メルヴィルの機関はドイツのスパイを探すことに専念した。1914年8月にはドイツのスパイ組織の中心であったカール・グスタフ・エルンストの理髪店を突き止めた。第一次世界大戦が始まると、MI5は多くの予算を得るようになり、人員を大幅に増員して新たに工作員と疑われる相手を調査する「Gセクション」を設立した。また、陸軍省向かいのホワイトホールコート（en:Whitehall Court）にスパイ学校を開設した。
1918年2月に、腎不全で死去した。タイムズの記事 によると、関係者のジム・フィッツジェラルドはメルヴィルについて、「我々は彼を誇りに思います。1913年に彼が最後にスニームを訪れた時にはフィーニアン（アイルランド共和同盟）に監視されていて、長くは滞在できなかった。今は彼がここの出身であることを皆が誇りに思っている」と述べたという。